# Лоро Чуфена
Лоро Чуфена (итал. Loro Ciuffenna) је насеље у Италији у округу Арецо, региону Тоскана.
Према процени из 2011. у насељу је живело 2986 становника. Насеље се налази на надморској висини од 310 м.

## Становништво
Према резултатима пописа становништва 2011. у општини је живело 5.892 становника.
| 1936. | 1951. | 1961. | 1971. | 1981. | 1991. | 2001. | 2011. |
| ----- | ----- | ----- | ----- | ----- | ----- | ----- | ----- |
| 5.616 | 5.203 | 4.337 | 3.651 | 4.095 | 4.452 | 5.174 | 5.892 |

## Партнерски градови
- Tifariti
- Gruissan